# Fastaval
Fastaval er en årligt tilbagevendende kongres i Jylland for bordrollespil, der også rummer liverollespil, brætspil, figurspil, samlekortspil, og relaterede arrangementer. Den afvikles pr. tradition i påskeferien, fra onsdag til mandag. 
Fra 1986 og frem til 2010 foregik den i og omkring Aarhus, men i 2011 foregik den på Silkeborg seminarium og har siden 2012 hørt til på Mariagerfjord Gymnasium, Hobro, i tæt samarbejde med Østerskov Efterskole, hvorfra en stigende del af kongressens deltagere og arrangører har været elever.
Kongressen blev afviklet af rollespilsforeningen Fasta første gang i 1986 til og med 2002. Fra 2003 er den blevet arrangeret af foreningen Alea. Foreningen vælger hvert år en "General", som står for at sammensætte en gruppe af hovedarrangører, kaldet for "Bunkeren".

## Oversigt over Fastaval gennem årene
| Årstal | Dato                                | Sted                                            | Tema                                |
| ------ | ----------------------------------- | ----------------------------------------------- | ----------------------------------- |
| 1986   | 7. - 9. marts                       | Sankt Anna Gade Skole, Århus                    |                                     |
| 1987   | 6. - 8. marts                       | Fronthuset, Århus                               |                                     |
| 1988   | Ikke afholdt                        |                                                 |                                     |
| 1989   | 20. - 23. april                     | Brobjergskolen, Århus                           |                                     |
| 1990   | 10. - 13. maj                       | Brobjergskolen, Århus                           |                                     |
| 1991   | 25. - 28. april                     | Brobjergskolen, Århus                           |                                     |
| 1992   | 16. - 20. april                     | Brobjergskolen, Århus                           |                                     |
| 1993   | 8. - 12. april                      | Ellekærskolen, Århus                            |                                     |
| 1994   | 31. marts - 3. april                | Skjoldhøjskolen, Århus                          |                                     |
| 1995   | 12. - 16. april                     | Tilst Skole og Langkjær Gymnasium, Århus        | Victoriatiden                       |
| 1996   | 3. - 7. april                       | Skjoldhøjskolen og Tilst Skole, Århus           | Film                                |
| 1997   | 26. - 30. marts                     | Skjoldhøjskolen, Århus                          | Paranormal                          |
| 1998   | 8. - 12. april                      | Søndervangskolen, Århus                         | Himmel og helvede                   |
| 1999   | 31. marts - 4. april                | Søndervangskolen, Århus                         | Atlantis                            |
| 2000   | 19. - 23. april                     | Lystrup Skole, Århus                            | Noir                                |
| 2001   | 11. - 15. april                     | Skovvangskolen og Katrinebjergskolen, Århus     | 1001 nats eventyr                   |
| 2002   | 27. - 31. marts                     | Skovvangskolen og Katrinebjergskolen, Århus     | Sci-Fi                              |
| 2003   | 16. - 20. april                     | Skovvangskolen og Katrinebjergskolen, Århus     | Rollespilleren og samfundet         |
| 2004   | 7. - 11. april                      | Tilst Skole, Århus                              | The Dungeon Version                 |
| 2005   | 23. - 27. marts                     | Jellebakkeskolen, Århus                         | Gør-det-selv                        |
| 2006   | 12. - 16. april                     | Tranbjerg, Århus                                | Superhelte                          |
| 2007   | 4. - 9. april                       | Tranbjerg, Århus                                | 007                                 |
| 2008   | 19. - 24. marts                     | Tranbjerg, Århus                                | Der var engang                      |
| 2009   | 8. - 12. april                      | Skæring Skole, Århus                            | Lørdagsbanket og flydende spilstart |
| 2010   | 31. marts - 4. april                | Skæring Skole, Århus                            | Art Deco                            |
| 2011   | 20. - 24. april                     | Silkeborg Seminarium og Langsøskolen, Silkeborg | Evolution                           |
| 2012   | 4. - 9. april                       | Mariagerfjord Gymnasium, Hobro                  | Overvågning                         |
| 2013   | 27. - 31. marts                     | Mariagerfjord Gymnasium, Hobro                  | Smittefare                          |
| 2014   | 16. - 21. april                     | Mariagerfjord Gymnasium, Hobro                  | A World of Otto                     |
| 2015   | 1. - 5. april                       | Mariagerfjord Gymnasium, Hobro                  | Dia de los Fastos                   |
| 2016   | 23. - 27. marts                     | Mariagerfjord Gymnasium, Hobro                  | Tilbage til 80erne                  |
| 2017   | 12. - 16. april                     | Mariagerfjord Gymnasium, Hobro                  | Mad Science                         |
| 2018   | 28. marts - 1. april                | Mariagerfjord Gymnasium, Hobro                  | Otto I eventyrland                  |
| 2019   | 17. - 21. april                     | Mariagerfjord Gymnasium, Hobro                  | Otto Under the Sea                  |
| 2020   | 8. - 13. april Aflyst pga. Covid 19 | Mariagerfjord Gymnasium, Hobro                  | Otto in Space                       |
| 2021   | 31. marts - 4. april                | Digital                                         | Solarpunk                           |
| 2022   | 13. - 17. april                     | Mariagerfjord Gymnasium, Hobro                  | Føniks genopstandelse               |
| 2023   | 5. - 9. april                       | Mariagerfjord Gymnasium, Hobro                  | Otto for folket                     |
| 2024   | 27. - 31. marts                     | Mariagerfjord Gymnasium, Hobro                  | Otto & jagten på den gyldne pingvin |

## Ottoer
Siden 1992 har Fastaval uddelt priser til personer og rollespilsscenarier i form af forgyldte gipspingviner ved navn Otto. Priserne bliver uddelt om søndagen på den banket, som afslutter Fastaval.
Pingvinen Otto stammer oprindeligt fra et Fastaval-scenarie fra 1989 ved navn "Ulloq nunaqarfinnguagaluami".
Antallet af Ottoer, der bliver uddelt, er blevet justeret løbende gennem årene. De fleste Ottoer er opdelt i kategorier, der henvender sig til ordinære rollespilsscenarier. I 2003 blev der tillige indført et sæt Ottoer for livescenarier, og i 2006 forsvandt liveOttoerne igen til fordel for at lade livescenarierne indgå i de øvrige Ottoer.
En enkelt Otto, Æresottoen, går ikke til et scenarie, men til en eller flere personer, grupper, projekter eller lignende, der har gjort en særlig indsats for Fastaval eller miljøerne omkring Fastaval. Denne Otto bliver udelt på vegne af Alea, foreningen bag Fastaval.

### Otto-vindere i 1992
- Bedste scenarie: Spor der skræmmer! af Paul Hartvigson
- Bedste special effects: A af Kresten Kjær
- Bedste spilleder: Christian Ræder Clausen
- Æresottoen: Mads Lunau

### Otto-vindere i 1993
- Bedste scenarie: Ejnhemmir af Christine Gjørtz Dragsholm (aka Troels Chr. Jakobsen)
- Bedste spilpersoner: Ejnhemmir af Christine Gjørtz Dragsholm (aka Troels Chr. Jakobsen)
- Bedste bipersoner: Der var så dejligt ude på landet... af Anton Sølvsten og Jens Thorup Rasmussen
- Bedste handouts: Operation Faust af Ask Agger
- Bedste redigering: Maskeballet af Thomas Jakobsen og Jacob Berg
- Publikumsprisen: Indianernes Skat af Nikolaj Lemche og Peter Petersen
- Æresottoen: Paul Hartvigson

### Otto-vindere i 1994
- Bedste scenarie: Isabelle af Lars Andresen
- Bedste spilpersoner: Et Studie i Ondskab af Mads Lunau
- Bedste bipersoner: USS Atlantis af Ask Agger
- Bedste effekter: Laaste Døre af Thomas Munkholt Sørensen
- Bedste redigering: Dr. Frank af Malling Ungdomsskoles rollespilshold
- Publikumsprisen: Et Studie i Ondskab af Mads Lunau
- Æresottoen: Troels Chr. Jakobsen

### Otto-vindere i 1995
- Bedste scenarie: Tidens Ritual af Lars Andresen
- Bedste spilpersoner: Tidens Ritual af Lars Andresen
- Bedste bipersoner: Concierto de Aranjuez af Per von Fischer
- Bedste effekter: Et Hjerte af Sten af Anne Vinter Ratzer og Søren Maagaard
- Bedste redigering: Paladins Lampe af Kristoffer Apollo og Christian Savioli
- Publikumsprisen: Midnight Blue af Ask Agger
- Æresottoen: Cool Fish Delivery

### Otto-vindere i 1996
- Bedste scenarie: Dr. Hoffmanns Børn af Morten Juul
- Bedste spilpersoner: New York Coppers af Palle Schmidt
- Bedste bipersoner: Når Et Barn Elsker af Kasper Nørholm
- Bedste effekter: Vogterens Arving af Michael Erik Næsby
- Bedste illustrationer: New York Coppers: Gaden uden nåde af Palle Schmidt
- Bedste redigering: Inkatemplets Hemmelighed af Flemming Sander Jensen og Per von Fischer
- Publikumsprisen: Oculus Tertius af Jacob Schmidt-Madsen
- Æresottoen: Søren Parbæk

### Otto-vindere i 1997
- Bedste scenarie: Arken af Alex Uth
- Bedste spilpersoner: Arken af Alex Uth
- Bedste bipersoner: Freden af Malik Hyltoft
- Bedste effekter: Følger heldet de tossede af Sune Schmidt-Madsen
- Bedste illustrationer: Nibelungentreue af Ask Agger
- Bedste redigering: Riget af Claus Ekstrøm
- Publikumsprisen: Arken af Alex Uth
- Æresottoen: Rollespilsmagasinet Fønix

### Otto-vindere i 1998
- Bedste scenarie: Skyggernes spil af Maiken "Malle" Nielsen og Maria Bergmann
- Bedste spilpersoner: Madame Macbeth af Henrik Vagner
- Bedste bipersoner: Lydias Bryllup af Jesper Stein Sandal, Daniel B.B. Clausen og Peter Cornelius Møller
- Bedste effekter: Le Dernier Combat af Thomas Munkholt Sørensen og Lars Andresen
- Bedste redigering: Le Dernier Combat af Thomas Munkholt Sørensen og Lars Andresen
- Publikumsprisen: Vågenat af Jacob Schmidt-Madsen
- Æresottoen: Kristoffer Apollo og Mette Finderup

### Otto-vindere i 1999
- Bedste scenarie: Deo Gratias af Frederik Berg Olsen
- Bedste spilpersoner: Dogme #4 – Monogami af Morten Jæger (anonymt indsendt)
- Bedste bipersoner: Den sidste sag af Lars Andresen
- Bedste effekter: Dr. Bundwalds Hemmelighed af Daniel B.B. Clausen m.fl.
- Bedste redigering: Helt i Bund af Nicholas Demidoff
- Publikumsprisen: Nevermore af Henrik Vagner
- Æresottoen: Ikke uddelt

### Otto-vindere i 2000
- Bedste scenarie: Messe for en Galning af Michael Erik Næsby og David Riis
- Bedste spilpersoner: Majgækken af Sanne Harder
- Bedste bipersoner: Det sidste korstog af Ask Agger
- Bedste effekter: Athinopa af Jonas Breum Jensen og Anders Vestergaard
- Bedste redigering: Hjerterfri af Anders Skovgaard-Petersen og Palle Schmidt
- Publikumsprisen: Kongens By af Flemming Lindblad Johansen & Lone Gram Larsen
- Juryens Specialpris: Elysium af Mads L. Brynnum
- Æresottoen: Peter Bengtsen

### Otto-vindere i 2001
- Bedste scenarie: Fanden paa Væggen af Palle Schmidt
- Bedste spilpersoner: Dødedans af Lars Andresen
- Bedste bipersoner: Fanden paa Væggen af Palle Schmidt
- Bedste effekter: Being Max Møller af Max Møller
- Bedste redigering: 1864 – for Gud, Konge og Fædreland af Klaus Dhiin og Søren Høper
- Publikumsprisen: Skyggesiden af Michael E. F. Sonne
- Juryens Specialpris: Brudefærd af Alex Uth
- Æresottoen: Sara Hald

### Otto-vindere i 2002
- Bedste scenarie: Turing Test af Lars Kroll
- Bedste spilpersoner: Elevator af Sebastian Flamant
- Bedste bipersoner: Bondemænd og Biavlere af Frederik Berg Olsen
- Bedste effekter: Pest eller Kolera af Max Møller
- Bedste redigering: Hvad natten bringer af Palle Schmidt og Lars Vilhelmsen
- Publikumsprisen: Bondemænd og Biavlere af Frederik Berg Olsen
- Æresottoen: Morten Juul

### Otto-vindere i 2003
- Bedste scenarie: Fortæl mig af Jorgo A. Larsen og Alex Uth
- Bedste spilpersoner: Svanevang af Mikkel Bækgaard
- Bedste bipersoner: Darling er Død af Mette Finderup
- Bedste effekter: Lømler af Max Møller, Frederik B. Olsen, Lars Vensild og Anders Skovgaard-Petersen
- Bedste redigering: Mænd af Ære af Kristoffer Apollo
- Publikumsprisen: Drømmen om en konge i gult af Jacob Schmidt-Madsen
- Bedste Live: Meskalin af H.C. Molbech og Martin W. Jürgensen
- Live Publikumsprisen: Fyraften af Eidolons LVE-Sektor
- Æresottoen: Natural Born Holmers

### Otto-vindere i 2004
- Bedste scenarie: Samsara af Jacob Schmidt-Madsen
- Bedste spilpersoner: Samsara af Jacob Schmidt-Madsen
- Bedste bipersoner: Luftguitar af Palle Schmidt
- Bedste effekter: Et Lystspil af forfattergruppen Absurth
- Bedste redigering: Samsara af Jacob Schmidt-Madsen
- Publikumsprisen: Chiaroscuro af Mikkel Bækgaard
- Æresottoen: Peter Brodersen

### Otto-vindere i 2005
- Bedste scenarie: Det Hemmelige Selskab af Lars Andresen
- Bedste fortælling: A Day in the Life af Mikkel Bækgaard
- Bedste virkemidler: SuperHeroes™ af Kristoffer Apollo og Sebastian Flamant
- Bedste spillermateriale: Det Halve Kongerige af Tobias Demediuk Bindslet
- Bedste formidling: SuperHeroes™ af Kristoffer Apollo og Sebastian Flamant
- Juryens specialpris: Unik af Klaus Meier Olsen
- Publikumsprisen: A Day in the Life af Mikkel Bækgaard
- Bedste Live: Persona af Maya Krone og Ryan Rohde Hansen
- Live-Publikumsprisen: Omringet af Mårten Krammer og Christian Møller Christensen
- Æresottoen: Merlin P. Mann

### Otto-vindere i 2006
- Bedste scenarie: Højt under Solen af Jacob Schmidt-Madsen
- Bedste fortælling: Guernica af Klaus Meier Olsen
- Bedste virkemidler: Kongemord af Mikkel Bækgaard
- Bedste spillermateriale: Ulfheðnar af Alex Uth
- Bedste formidling: Den Røde Pest af Lars Andresen
- Juryens Specialpris: Tupelo af Brian Rasmussen
- Publikumsprisen: Nantonaku Manga af Malik Hyltoft
- Æresottoen: Malik Hyltoft

### Otto-vindere i 2007
- Bedste scenarie: Superheroes 3 af Kristoffer Apollo & Sebastian Flamant
- Bedste fortælling: Tvivl af Frederik Axelzon & Tobias Wrigstad
- Bedste virkemidler: En Fandens Historie af Jorgo A. Larsen, Anna Lawaetz & Jakob Pondsgård
- Bedste roller: Sparta af Morten Hougaard & Kristoffer Kjær Jensen
- Bedste formidling: Superheroes 3 af Kristoffer Apollo & Sebastian Flamant
- Juryens Specialpris: Tvivl af Frederik Axelzon & Tobias Wrigstad
- Publikumsprisen: Memoratoriet: Det rare sted af Morten Greis Petersen & Monica Hjort Traxl
- Æresottoen: Landsforeningen for Levende Rollespil

### Otto-vindere i 2008
- Bedste scenarie: Før Høsten af Klaus Meier Olsen & Jonas Trier-Knudsen
- Bedste fortælling: Monstre af Simon Steen Hansen
- Bedste virkemidler: Teknisk Uheld af Fredrik Axelzon, Per Wetterstrand & Tobias Wrigstad
- Bedste roller: Felicias Fortælling af Sanne Harder Flamant
- Bedste formidling: Løgstør af Mikkel Bækgaard
- Juryens Specialpris: Løgstør af Mikkel Bækgaard
- Publikumsprisen: Felicias Fortælling af Sanne Harder Flamant
- Æresottoen: Brian Rasmussen

### Otto-vindere i 2009
- Bedste scenarie: Reservoir Elves, af Kristian Bach Petersen
- Bedste fortælling: Tortur, af Troels Ken Pedersen
- Bedste virkemidler: Dyst, af Kristoffer Rudkjær, Anders Frost Bertelsen og Morten Hougaard
- Bedste roller: Intet Hjem . Tusind Stjerner, af Regitze Illum
- Bedste formidling: Kreativ Klasse, af Klaus Meier Olsen
- Juryens Specialpris: Imperiet, samlet af Johannes Busted Larsen og Lars Andresen
- Publikumsprisen: Under my skin, af Emily Care Boss
- Æresottoen: Jesper Wøldiche

### Otto-vindere i 2010
- Bedste scenarie: Vasen, af Mikkel Bækgaard
- Bedste fortælling: Vasen, af Mikkel Bækgaard
- Bedste virkemidler: Hjertebrand, af Frikard Ellemand
- Bedste roller: Salvation, af Simon Steen Hansen
- Bedste formidling: Slavehandleren fra Ascalon, af Johannes Busted Larsen
- Juryens Specialpris: Magiens Endeligt, af Louise Floor Frellsen
- Publikumsprisen: The Journey, af Fredrik Axelzon
- Æresottoen: Vi Åker Jeep

### Otto-vindere i 2011
- Bedste scenarie: BZ'at, af Frikard Ellemand
- Bedste fortælling: Scrapbog, af Eva Fog
- Bedste virkemidler: Femten Mand, af Simon Steen Hansen, Niels Jensen & Anders Troelsen
- Bedste roller: BZ'at, af Frikard Ellemand
- Bedste formidling: Femten Mand, af Simon Steen Hansen, Niels Jensen & Anders Troelsen
- Juryens Specialpris: Børnene fra Boldbane 7, af Sally Khallash & Morten Greis Petersen
- Publikumsprisen: Nazisatankirkekrig 2: Unholy Raptor Edition, af Benjamin Jørgensen, Milton Felice Brambati Lund & Anders Bo Skov
- Æresottoen: Lars Andresen

### Otto-vindere i 2012
- Bedste scenarie: Spor, af Alex K. Uth
- Bedste fortælling: Lad verden brænde, af Peter Fallesen
- Bedste virkemidler: Verdens ende, af Nina Runa Essendrop
- Bedste roller: Bette Liverpool, af Mikkel Bækgaard
- Bedste formidling: Tilbagefald, af Max Møller
- Juryens Specialpris: Dancing with the Clans, af The Violator, Lady og Raven fra Fyn
- Publikumsprisen: Dancing with the Clans, af The Violator, Lady og Raven fra Fyn
- Bedste brætspil: Siege Perilous, af Martin Bødker Enghoff
- Æresottoen: Klaus Meier Olsen & Kristoffer Rudkjær

### Otto-vindere i 2013
- Bedste scenarie: Plexiglas, af Morten Jæger
- Bedste fortælling: Det sidste eventyr, af Max Møller
- Bedste virkemidler: Cirkus uden grænser, af Danny Meyer Wilson
- Bedste roller: Suldrup, af Mikkel Bækgaard
- Bedste formidling: Thorvald Stauning - Varulvejæger, af Kristian Bach Petersen
- Juryens Specialpris: Depereo, af Asbjørn Olsen
- Bedste Spiloplevelse: Sarabande, af Maria & Jeppe Bergmann Hamming
- Bedste brætspil: Stock Bubbles, af Jeppe Norsker
- Æresottoen: Jesper Heebøll Arbjørn

### Otto-vindere i 2014
- Bedste scenarie: Fredløs, af Anders Frost Bertelsen & Simon Steen Hansen
- Bedste fortælling: Manden med barnevognen, af Alex K. Uth
- Bedste virkemidler: Fordømt ungdom, af Lars Andresen & Mette Finderup
- Bedste roller: Fredløs, af Anders Frost Bertelsen & Simon Steen Hansen
- Bedste formidling: All for One (and Metal for Me), af Klaus Meier Olsen
- Juryens Specialpris: Run Them Again, af Moyra Turkington & Brand Robin
- Bedste Spiloplevelse: Mass Effect 2157, af Niels Jensen, Thomas Skuldbøl & Anders Troelsen
- Bedste brætspil: Honour Among Thieves, af Martin Bødker Enghoff
- Æresottoen: DirtBusters

### Otto-vindere i 2015
- Bedste scenarie: Forrykt, af Marie og Jeppe Bergmann Hamming
- Bedste fortælling: Six Months, Three Days af James Stuart og Sara Williamson
- Bedste virkemidler: Forrykt af Maria og Jeppe Bergmann Hamming
- Bedste roller: Augustas Skygge af Kristoffer Rudkjær
- Bedste formidling: Afstand af Morten Jæger
- Juryens Specialpris: Hope Was The Last Thing in The Box af Brand Robins
- Deltagernes pris: Forrykt, af Marie og Jeppe Bergmann Hamming
- Bedste brætspil: Hivemind af Kasper Lapp
- Æresottoen: Claus Raasted

### Prisvindere i 2016
- Bedste scenarie: Indtil Vi Finder Ham af Anders & Rasmus Troelsen
- Bedste fortælling: Indtil Vi Finder Ham af Rasmus og Anders Troelsen
- Bedste virkemidler: På Røven I Marienburg af Kristian Bach Petersen
- Bedste roller: Testamentet af Lars Kaos Andresen
- Bedste formidling: Testamentet af Lars Kaos Andresen
- Juryens Specialpris: Gargantuan af Troels Ken Pedersen
- Deltagernes pris: På Røven I Marienburg af Kristian Bach Petersen
- Brætspil, Bedste Innovation: Kosmonauter i Krise af Morten Brøsted
- Bedste brætspil: Mother af Håkan Almer
- Æresottoen: Simon James Pettitt
- Byg et Brætspil: Kejserens nye Hatte af Sofie Liv Støvelbæk
- Scenarieskrivningskonkurrence: Maja vil Dø af Cecilie Fakkelskov
- Den Gyldne Svupper: Frank Oksanen

### Prisvindere i 2017
- Bedste scenarie: Grundejerforeningen af Marie Skouenborg
- Bedste fortælling: The Boiler af Jackson Tegu
- Bedste virkemidler: Længslernes hus af Danny Meyer Wilson & Tor Kjetil Edland
- Bedste roller: Grundejerforeningen af Marie Skouenborg
- Bedste formidling: Heksefeber af Anders Frost Bertelsen, Kristoffer Rudkjær & Simon Steen Hansen
- Juryens Specialpris: Under frie stjerner af Louise Floor Frellsen & Louis Martinus Kehlet
- Deltagernes pris: Heksefeber af Anders Frost Bertelsen, Kristoffer Rudkjær & Simon Steen Hansen
- Brætspil, Bedste Innovation: Z af Mads Brynnum
- Bedste brætspil: Z af Mads Brynnum
- Æresottoen: René Bokær
- Scenarieskrivningskonkurrence: Drømmer Elektriske Klovne om Theseus' Rumskib af Henrik Dithmer
- Den Gyldne Svupper: Martin Klokmose

### Prisvindere i 2018
- Bedste scenarie: Væk af Klaus Meier Olsen
- Bedste fortælling: Joan the Vampire Slayer af Kristoffer Rudkjær & Mads Brynnum
- Bedste virkemidler: Kæphest af Nynne Søs Rasmussen
- Bedste roller: Aokigahara af Rasmus Høgdall Mølgaard
- Bedste formidling: Væk af Klaus Meier Olsen
- Juryens Specialpris: Blomster på Svanevej af Jorgo Kapow
- Deltagernes pris: Væk af Klaus Meier Olsen & Joan the Vampire Slayer af Kristoffer Rudkjær & Mads Brynnum
- Brætspil, Bedste Innovation: Antasia af Otto Plantener Jensen
- Bedste brætspil: Witch Hunt af Kasper Christiansen & Kåre Storgaard
- Æresottoen: Peter Lind
- Scenarieskrivningskonkurrence: A-sider af Martin Andreas Dahl Sinding
- Gamerush: Mutating Moles of Mayhem af Morten Brøsted
- Den Gyldne Svupper: Kenneth Brylov

### Prisvindere i 2019
- Rollespil - Bedste scenarie: I skyggen af skoven af Rasmus Troelsen
- Bedste fortælling: De forunderlige af Nina Runa Essendrop & Tina Heebøll Arbjørn
- Bedste virkemidler: Rotteræset af Kristian Bach Petersen
- Bedste roller: Save Some Light for Me af Evan Torner
- Bedste formidling: I skyggen af skoven af Rasmus Troelsen
- Juryens Specialpris: Cyberpunk: Umenneskelighed af Mads Egedal Kirchhoff
- Deltagernes pris: Rotteræset af Kristian Bach Petersen
- Brætspil, Bedste Innovation: Parasite af Uffe Thorsen
- Bedste brætspil: Whirling Witchcraft af Erik Andersson Sundén
- Æresottoen: Joan Zenia Juhl Hansen
- Scenarieskrivningskonkurrence: The Labyrinth of the Full Moon af Peter Brichs
- Gamerush: Mimers Brønd af Emilie Ørsøe Johansen
- Den Gyldne Svupper: Gustav Winkel og Thorleif Adler

### Prisvindere i 2020
- Rollespil - Bedste scenarie: The Lesser Players' Tale af Jason Morningstar og Lizzie Stark
- Deltagernes Pris: Glemsel af Mads Egedal Kirchhof
- Bedste fortælling: Magtens lænker af Lars Kroll
- Bedste virkemidler: Glemsel af Mads Egedal Kirchhoff
- Bedste roller: Skumringstimen af Signe Løndahl Hertel
- Bedste formidling: Skifting af Lars Kaos Andresen og Mikkel Bækgaard
- Juryens Specialpris: Skifting af Lars Kaos Andresen og Mikkel Bækgaard
- Brætspil, Bedste Innovation: Prism Break af Jonathan Palmer og Ian Schreiber
- Bedste brætspil: Pedigree Dogs af Jesper Kjær

### Prisvindere i 2021
- Rollespil - Bedste scenarie: Luftpirat af René Toft
- Deltagernes pris: Wotans Kobbel og den magiske femkamp af Marie Oscilowski og Thor Fejerskov Jensen
- Bedste fortælling: Love and War af Fia Idegård og Anna Westerling
- Bedste virkemidler: Midtlivs blues - en varulvs valg af Troels Ken Pedersen
- Bedste roller: Tingene i min fars hus af Ann Eriksen
- Bedste formidling: Luftpirat af René Toft
- Juryens Specialpris: Tåge over Neo Xin af Louise Floor Frellsen og Louis Martinus Kehlet
- Brætspil, Bedste Innovation: Feasting Fiends af Kristian Karlberg og Kenny Zetterberg
- Bedste brætspil: Riding Shotgun af Søren Brandborg og Mark Elsdon

## Æresgæster
Fastaval har i løbet af årene haft en række forskellige æresgæster:
- 1994: Mark Rein٠Hagen (Vampire: The Masquerade)
- 1995: Michael Pondsmith (Castle Falkenstein, m.m.)
- 1996: David Berkman (Theatrix) samt Gunilla Johnsson og Michael Petersén (Kult)
- 1997: Keith Herber – derudover deltog David Berkman som menig deltager
- 2000: Steve Jackson (Steve Jackson Games)
- 2005: Greg Costikyan (Paranoia, Toon, m.m.)
- 2009: Emily Care Boss (Black & Green Games)
- 2010: Julia Bond Ellingboe (Stone Baby Games).
- 2011: Luke Crane (www.burningwheel.org) & Jared Sorenson (www.memento-mori.com)
- 2012: Lizzie Stark (Leaving Mundania, m.m. - www.lizziestark.com Arkiveret 1. november 2020 hos  Wayback Machine)
- 2013: D. Vincent Baker (http://www.lumpley.com/ Arkiveret 13. oktober 2004 hos  Wayback Machine)
- 2014: Mark Rein٠Hagen (Vampire: The Masquerade, Democracy: Majority Rules, Ars Magica )
- 2016: Jackson Tegu (Kaleidoscope - http://www.photographsoflightning.com/ Arkiveret 4. juni 2016 hos  Wayback Machine)
- 2017: Jason Matthews (Twilight Struggle)
- 2018: Avery Alder
- 2019: Quintin Smith & Matt Lees (Shut Up & Sit Down Arkiveret 4. januar 2020 hos  Wayback Machine)